# Acriopsis
Genre
Acriopsis est un genre de la famille des Orchidaceae, de la sous-famille des Epidendroideae, de la tribu des Cymbidieae et de la sous-tribu des Cymbidiinae, comptant 6 à 15 espèces d'orchidées épiphytes d'Asie du Sud-Est, depuis l'Himalaya, jusqu'aux îles Salomon.

## Liste d'espèces
- Acriopsis annamica
- Acriopsis borneensis
- Acriopsis carrii
- Acriopsis densiflora
  - Acriopsis densiflora var. borneensis
- Acriopsis floribunda
- Acriopsis gracilis
- Acriopsis indica
- Acriopsis insulari-silvatica
- Acriopsis javanica
- Acriopsis latifolia
- Acriopsis liliifolia
- Acriopsis nelsoniana
- Acriopsis papuana
- Acriopsis philippinensis
- Acriopsis purpurea
- Acriopsis ridleyi
- Acriopsis sumatrana